# Keski-Peurajärvi
Keski-Peurajärvi, Ala-Peurajärvi och Yli-Peurajärvi eller Peurojärvet är sjöar i Finland. De ligger i kommunen Rovaniemi i landskapet Lappland, i den norra delen av landet, 700 km norr om huvudstaden Helsingfors. Peurojärvet ligger 182 meter över havet. Arean är 42,8 hektar och strandlinjen är 3,37 kilometer lång. Sjön  ingår i Kemi älvs huvudavrinningsområde. 